# Эндла (театр)
Театр «Э́ндла» (эст. Endla teater) — театр в Пярну, Эстония.

## История
Предшественником здания театра было большое складское помещение без окон, построенное в Пярну для гастролирующих театральных трупп в начале 19-го столетия и известное среди жителей под названием «Planwagen». Его размеры составляли примерно 33 метров в длину и 10 метров в ширину. Первое полностью эстоноязычное представление было представлено в нём в 1824 году. Это была буффонада в двух актах «Permi Jago unne-näggo» в поставке таллинской немецкой актёрской труппы, которая являлась адаптацией комедии Августа фон Коцебу «Der Trunkenbold» (Озёрная чаша), осуществлённой Петером Андреасом Иоганном Штейнсбергом.
23 мая 1910 года состоялось возложение краеугольного камня в строительство нового театрального здания. Оно было торжественно открыто 22 октября 1911 года. В качестве первого представления в нём была поставлена пьеса «Libahunt» (Оборотень), написанная эстонским драматургом Аугустом Кицбергом-
23 февраля 1918 года с балкона театра была провозглашена Декларация независимости Эстонии за день до её провозглашения в Таллине.
Театр сгорел от пожара в 1944 году, а его руины, использовавшиеся в качестве складских помещений, были взорваны в 1961 году. Новое здание было построено в 1967 году в ознаменование 50-летия Октябрьской революции. 3 ноября 1967 года была показана пьеса Августа Якобсона «Борьба без линии фронта». Главный зал нового театра вмещал 600 мест, имел поворотную сцену, в здании имелись просторные репетиционные залы.
С 1953 года по 1987 год театр носил название «Пярнуский драматический театр имени Лидии Койдула».
В 1978 году коллектив театра был награждён Орденом «Знак Почёта».
В 1988 году театру вернули прежнее имя — «Эндла».

## Главные режиссёры
- 1948—1952 — Ильмар Таммур